# Plastoceridae
A Plastoceridae a rovarok (Insecta) osztályában a bogarak (Coleoptera) rendjébe, azon belül a mindenevő bogarak (Polyphaga) alrendjébe tartozó család.

## Elterjedésük
1 nembe tartozó 6 fajuk elterjedési területe Ázsiára korlátozódik. Magyarországon nem fordulnak elő.

## Megjelenésük, felépítésük
Közepes méretű (11 – 18 mm), megnyúlt testű, karcsú bogarak. Testfelületük finoman szőrözött. Rövid és széles fejük az előtorba behúzott, szemük kidudorodó. 11-ízű csápjuk hosszú, fonalas vagy fésűs. Előtoruk hosszú és keskeny, fogban kihúzott. A szárnyfedők a potrohot végig betakarják, a végük tüskeszerűen kihúzott. Lábaik hosszúak, vékonyak, lábfejeik 5-ízűek.
Lárváik nem ismertek.

## Életmódjuk, élőhelyük
Se az imágók, se a lárváik életmódja nem ismert.

## Rendszertani felosztásuk
Jelenleg csak 1 nembe tartozó 6 fajt sorolnak ide, a korábban idetartozó más nemek ma a pattanóbogár-félék Aplastinae alcsaládjába tartoznak.
Plastocerus (Crowson, 1972)
Plastocerus amplicollis (Van Dyke, 1932)
Plastocerus angulosus (Germar, 1845))
Plastocerus campanulatus (Van Dyke, 1946)
Plastocerus gracilior (Van Dyke, 1946)
Plastocerus maclayi (Sloop, 1935)
Plastocerus pullus (Sloop, 1935)

## Fordítás
- Ez a szócikk részben vagy egészben  a   Plastoceridae című norvég Wikipédia-szócikk fordításán alapul.  Az eredeti cikk szerkesztőit annak laptörténete sorolja fel. Ez a jelzés csupán a megfogalmazás eredetét és a szerzői jogokat jelzi, nem szolgál a cikkben szereplő információk forrásmegjelöléseként.